# Bettana
Bettana (arabiska: بطانة) är ett arrondissement i staden Salé i Marocko. Antalet invånare var 95 291 vid folkräkningen 2014.